# Плоское (Кимрский район)
Плоское — деревня в Кимрском районе Тверской области. Входит в состав Приволжского сельского поселения.

## География
Находится в юго-восточной части Тверской области на расстоянии приблизительно 23 км на северо-восток по прямой от районного центра города Кимры в правобережной части района.

## История
Известна с 1628 года как владение Клобукова монастыря. В 1851 году 25 дворов. В 1859 году здесь (деревня Плоскоено Калязинского уезда Тверской губернии) было учтено 25 дворов. Ныне имеет дачный характер.

## Население
Численность населения: 202 человека (1851 год), 233 (1859), 5 (русские 100 %) в 2002 году, 0 в 2010.